# Tân Mật
Tân Mật (chữ Hán giản thể: 新密市, Hán Việt: Tân Mật thị) là một thành phố cấp huyện thuộc địa cấp thị Trịnh Châu (郑州市), tỉnh Hà Nam, Cộng hòa Nhân dân Trung Hoa. Thành phố này có diện tích 1001 km2, dân số 750.000 người (2002), mã số bưu chính 452300, mã vùng điện thoại 0371. Thành phố này có các đơn vị hành chính gồm 3 nhai đạo biện sự xứ (Tân Nhai Lộ, Thanh Bình, Nhai Đại), 10 trấn và 2 hương.